# 内田恵司
内田 恵司（うちだ けいじ、1970年6月5日 - ）は、日本の俳優。愛知県名古屋市出身。以前はロットスタッフに所属していた。
身長173cm。体重60kg。

## 出演作品

### テレビドラマ
- 刑事追う! 第16話（1996年、テレビ東京）
- 大河ドラマ / 徳川慶喜（1998年、NHK） - やくざ風の男
- はぐれ刑事純情派 第4シリーズ 第22話（2000年、テレビ朝日）
- HeartBeat（2000年、テレビ東京）
- 土曜ワイド劇場 / 棟居刑事シリーズ（佐藤浩市版） 第5作（2000年、テレビ朝日）
- ウソコイ 第4話（2001年、フジテレビ）
- 木曜ドラマ / 眠れぬ夜を抱いて 第10話（2002年、テレビ朝日）
- 新・愛の嵐 第11話（2002年、フジテレビ）
- 刑事☆イチロー 第4話（2003年、TBS）
- 月曜ドラマシリーズ / 夢みる葡萄 〜本を読む女〜 第11話（2003年、NHK）
- ウルトラQ dark fantasy 第7話（2004年、テレビ東京） - 異人
- 金曜エンタテイメント / 稲垣吾郎の金田一耕助シリーズ・八つ墓村（2004年、フジテレビ）
- 金曜ドラマ / セーラー服と機関銃 第7話（2006年、TBS）
- 月曜ゴールデン / 駅弁刑事・神保徳之助 第3作（2009年、TBS） - 矢島幸雄
- タイムスクープハンター（NHK）
  - シーズン2 特別回（2010年）
  - シーズン5 第6話（2013年）
- QP（2011年、日本テレビ）
- 信長協奏曲 第1話、第2話（2014年、フジテレビ）
- 相棒 Season17 第11話（2019年、テレビ朝日） - 高木

### 映画
- 借王（1997年、日活） - 岡組組員
- D Episode1（2000年）
- 血と骨（2004年、松竹）
- オペレッタ狸御殿（2005年、松竹）
- アウトレイジ（2010年、ワーナー・ブラザース映画）
- 踊る大捜査線 THE MOVIE3 ヤツらを解放せよ!（2010年、東宝）
- 太平洋の奇跡 -フォックスと呼ばれた男-（2011年、東宝）

### 舞台
- 兵法家伝